# Ford România
Ford România este un producător de automobile cu sediul în Craiova, România, subsidiar companiei americane Ford.

## Istoric
Informații suplimentare: Oltcit
Uzina a fost înființată în anul 1976 ca societatea mixtă româno–franceză Oltcit (guvernul României – Citroën). În 1991, prin preluarea acțiunilor Citroën (care decide să se retragă din asociere) de către statul român, Oltcit devine Automobile Craiova. În 1994, Automobile Craiova împreună cu grupul sud-coreean Daewoo formează compania mixtă Daewoo Automobile România, pentru ca, în anul 2006, guvernul român să răscumpere acțiunile părții coreene, redevenind acționar majoritar.
În anul 2007, Ford a oferit 57 milioane de euro pentru 72,4% din acțiunile Automobile Craiova.
Imediat după semnarea contractului de privatizare - în septembrie 2007, Comisia Europeană (CE) a declanșat o investigație referitoare la acordarea unui ajutor de stat ilegal.
În luna februarie 2008, după mai multe insistențe din partea ambelor părți, CE a cerut statului român să recupereze de la Ford un ajutor de stat ilegal de 27,5 milioane de euro.
Ford a preluat oficial Automobile Craiova în martie 2008.
Noul acționar a început proiectul de modernizare în luna mai 2008, iar în primăvara anului 2009 a achiziționat și un pachet de 22% din acțiunile Automobile Craiva deținute de SIF Oltenia.
Ford și-a luat angajamentul că va realiza o producție de minimum 200.000 de mașini în al patrulea an de la privatizare, va efectua o serie de investiții în valoare totală de circa 800 milioane de euro și că va păstra toți angajații.
În ianuarie 2010, Ford a realizat un împrumut în valoare de 400 milioane euro de la Banca Europeană de Investiții, garantat de statul român în proporție de 80%. Creditul va fi folosit pentru cofinanțarea unui proiect de dezvoltare a unui motor cu emisii reduse de dioxid de carbon și a producției ulterioare la uzina din Craiova.
Producția de automobile la Uzina Ford din Craiova a început pe 8 septembrie 2009, însă într-un ritm foarte scăzut, cu aproximativ 10 automobile pe zi, producând până la sfârșitul lui 2009 aproximativ 1.000 de unități.
Conform ultimelor angajamente Ford România, în anul 2013 vor fi instalate la uzina din Craiova capacitățile de producție necesare fabricării a 350.000 de unități pe an.
În anul 2012 au fost produse 30.600 de unități.
Număr de angajați în 2011: 3.500
În data de 1 iulie 2022, Ford Otosan, companie din Turcia, a preluat oficial fabrica Ford de la Craiova, în urma unui transfer de proprietate. Planurile noului proprietar includ investiții de 490 milioane euro. În urma acestor investiții capacitatea de producție a uzinei va crește de la 250.000 vehicule/an la 272.000 vehicule/an. Totodată, planurile companiei turcești prevăd producerea la Craiova a unei versiuni electrice a SUV-ului de mici dimensiuni Puma (din 2024) și lansarea unei generații a modelului Courier. 

## Producție

### Automobile
- Ford Transit Connect (2009–2012)
- Ford B-Max (2012–2017)
- Ford EcoSport (2017–2023)
- Ford Puma (2019–prezent)
- Ford Transit Courier (2024–prezent)
- Ford Tourneo Courier (2024–prezent)

### Motoare
- 1.0 L EcoBoost I3 (2012–prezent)[10][11]
- 1.5 L EcoBoost I4 (2013–2014)[10][11]

## Galerie foto

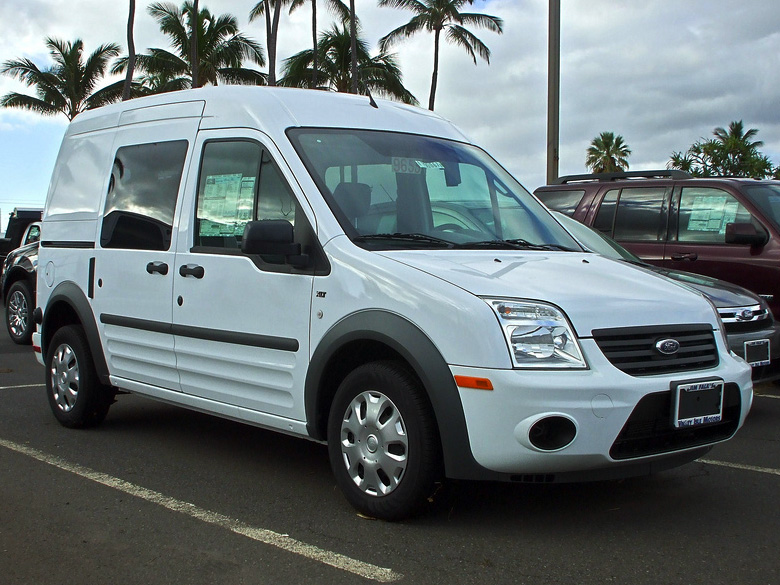
Ford Transit Connect
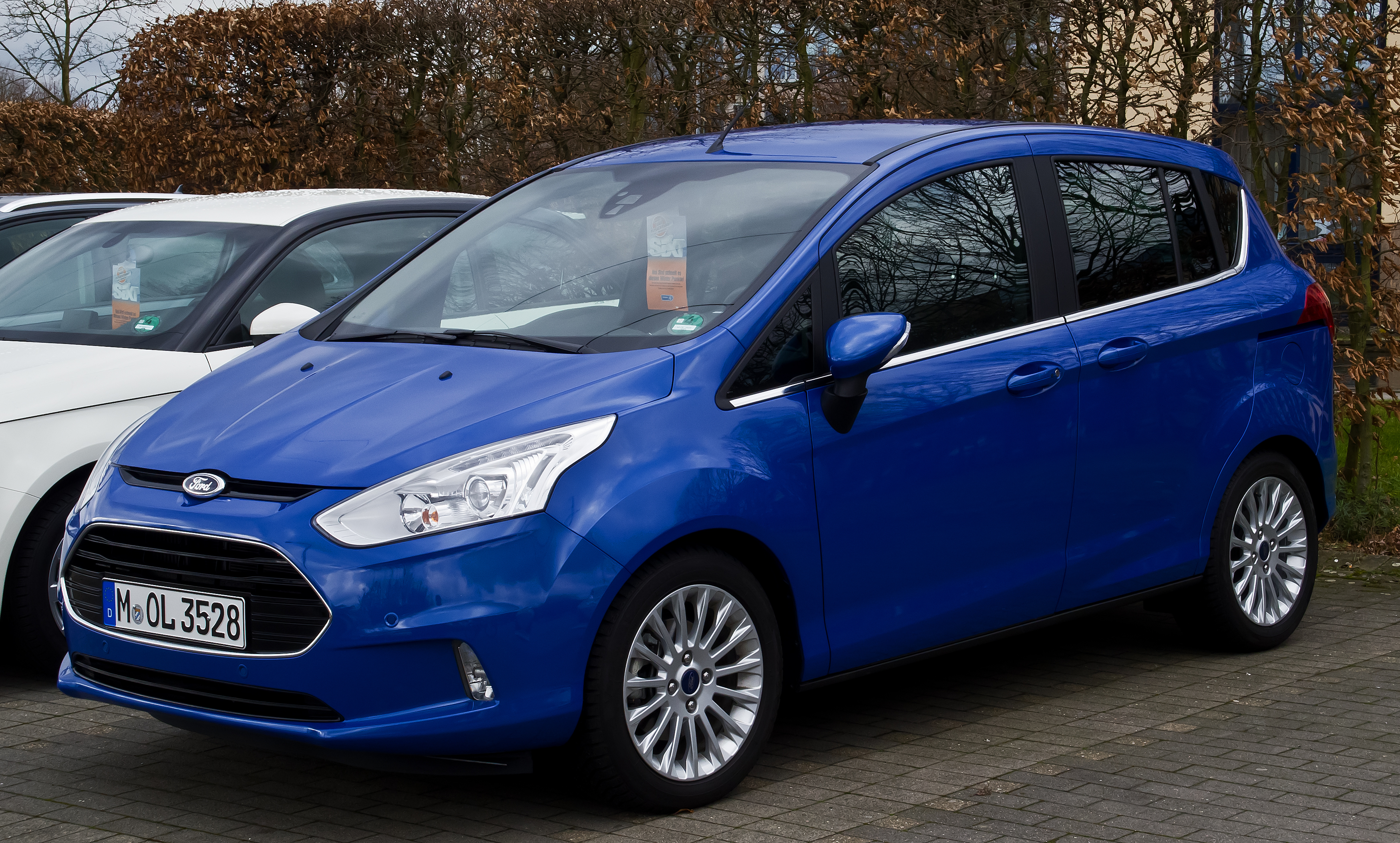
Ford B-Max
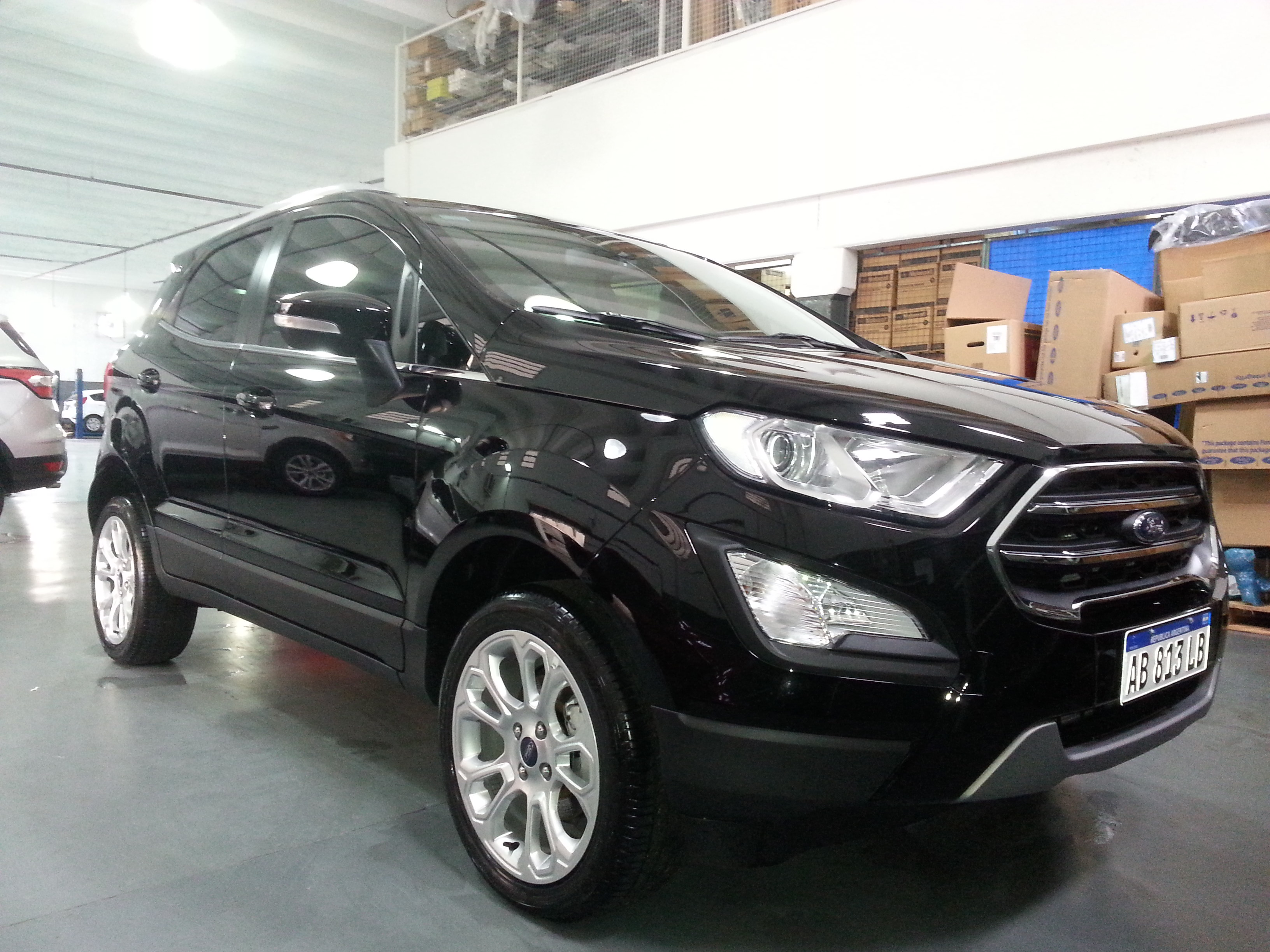
Ford EcoSport
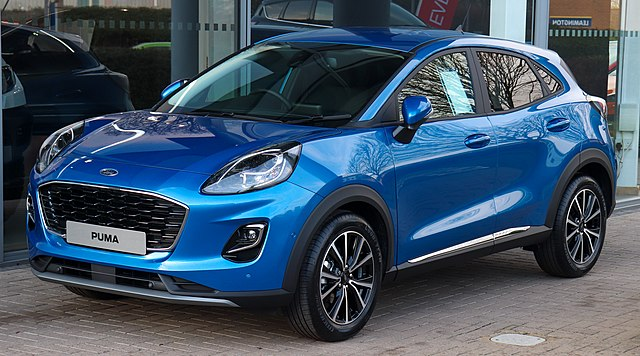
Ford Puma (2019)